# Doenças de repetição de trinucleotídeos
Doenças de repetição de trinucleotídeos, também conhecidas como doenças de expansão de microssatélites, são um conjunto de mais de 50 doenças genéticas causadas por expansão de repetição de trinucleotídeo, um tipo de mutação em que repetições de três nucleótidos (repetições de trinucleotídeos) aumentam o número de cópias até cruzarem um limiar acima do qual se tornam instáveis.  Dependendo de sua localização, a repetição instável do trinucleotídeo pode causar defeitos em uma proteína codificada por um gene; alterar a regulação da expressão gênica; produzir um RNA tóxico, ou levar à instabilidade cromossômica. Em geral, quanto maior a expansão, mais rápido o aparecimento da doença e mais grave a doença se torna.
As repetições de trinucleotídeos são um subconjunto de uma classe maior de repetições de microssatélites instáveis que ocorrem ao longo de todos os genomas.
A primeira doença de repetição de trinucleotídeos a ser identificada foi a síndrome do X frágil, que desde então foi mapeada no braço longo do cromossomo X.  Os pacientes carregam de 230 a 4.000 repetições CGG no gene que causa a síndrome do X frágil, enquanto os indivíduos não afetados têm até 50 repetições e os portadores da doença têm de 60 a 230 repetições.  A instabilidade cromossômica resultante dessa expansão de trinucleotídeos se apresenta clinicamente como deficiência intelectual, características faciais distintas e macroorquidismo em homens.  A segunda doença de repetição de trigêmeos de DNA, a síndrome X-E frágil, também foi identificada no cromossomo X, mas descobriu-se que era o resultado de uma repetição CCG expandida.  A descoberta de que as repetições de trinucleotídeos podem se expandir durante a transmissão intergeracional e causar doenças foi a primeira evidência de que nem todas as mutações causadoras de doenças são transmitidas de forma estável de pais para filhos.
Existem várias categorias conhecidas de distúrbios de repetição de trinucleotídeos.  A categoria I inclui doença de Huntington (HD) e a ataxia espinocerebelar.  Estes são causados por uma expansão repetição CAG em porções de codificação de proteínas, ou éxons, de genes específicos.  Expansões da categoria II também são encontrados em éxons e tendem a ser mais fenotipicamente diversos com expansões heterogêneas que geralmente são pequenas em magnitude. A categoria III inclui síndrome do X frágil, distrofia miotônica, duas das ataxias espinocerebelares, epilepsia mioclônica juvenil e ataxia de Friedreich.  Essas doenças são caracterizadas por expansões repetidas tipicamente muito maiores do que os dois primeiros grupos, e as repetições estão localizadas em introns em vez de éxons.

## Tipos
Alguns dos problemas nas síndromes de repetição de trinucleotídeos resultam de alterações na região de codificação do gene, enquanto outros são causados por alterações na regulação do gene.  Em mais da metade desses distúrbios, o trinucleotídeo repetido, ou códon, é CAG.  Em uma região de codificação, CAG codifica para glutamina (Q), então repetições CAG resultam em um trato de poliglutamina expandido. Essas doenças são comumente referidas como doenças de poliglutamina (ou poliQ). Os códons repetidos nos distúrbios restantes não codificam para glutamina, e estes podem ser classificados como não-polyQ ou distúrbios de repetição de trinucleotídeos não codificantes.

### Doenças de poliglutamina (PolyQ)
| Tipo                                                             | Gene          | Repetições PolyQ normais | Repetições PolyQ patogênica |
| ---------------------------------------------------------------- | ------------- | ------------------------ | --------------------------- |
| DRPLA (Atrofia dentato-rubro-pálido-luisiana)                    | ATN1 ou DRPLA | 6 - 35                   | 49 - 88                     |
| HD (Doença de Huntington)                                        | HTT           | 6 - 35                   | 36 - 250                    |
| SBMA (Atrofia muscular progressiva espinobulbar)                 | AR            | 4 - 34                   | 35 - 72                     |
| SCA1 (Ataxia espinocerebelar Tipo 1)                             | ATXN1         | 6 - 35                   | 49 - 88                     |
| SCA2 (Ataxia espinocerebelar Tipe 2)                             | ATXN2         | 14 - 32                  | 33 - 77                     |
| SCA3 (Ataxia espinocerebelar Tipe 3 ou Doença de Machado-Joseph) | ATXN3         | 12 - 40                  | 55 - 86                     |
| SCA6 (Ataxia espinocerebelar Tipo 6)                             | CACNA1A       | 4 - 18                   | 21 - 30                     |
| SCA7 (Ataxia espinocerebelar Tipo 7)                             | ATXN7         | 7 - 17                   | 38 - 120                    |
| SCA17 (Ataxia espinocerebelar Tipo 17)                           | TBP           | 25 - 42                  | 47 - 63                     |

### Distúrbios de repetição de trinucleotídeos não codificantes
| Tipo                                                               | Gene    | Códon        | Normal  | Patogênico | Mecanismo                                                     |
| ------------------------------------------------------------------ | ------- | ------------ | ------- | ---------- | ------------------------------------------------------------- |
| FRAXA (Síndrome do X frágil)                                       | FMR1    | CGG (5' UTR) | 6 - 53  | 230+       | metilação anormal                                             |
| FXTAS (Síndrome de tremor/ataxia associada ao cromossomo X frágil) | FMR1    | CGG (5' UTR) | 6 - 53  | 55-200     | expressão aumentada e um novo produto de poliglicina          |
| FRAXE (Retardo mental XE frágil)                                   | AFF2    | CCG (5' UTR) | 6 - 35  | 200+       | metilação anormal                                             |
| Síndrome Baratela-Scott                                            | XYLT1   | GGC (5' UTR) | 6 - 35  | 200+       | metilação anormal                                             |
| FRDA (Ataxia de Friedreich)                                        | FXN     | GAA (Intron) | 7 - 34  | 100+       | transcrição prejudicada                                       |
| DM1 (Distrofia miotônica Tipo 1)                                   | DMPK    | CTG (3' UTR) | 5 - 34  | 50+        | Baseado em RNA; níveis de expressão DMPK/ZNF9 desequilibrados |
| SCA8 (Ataxia espinocerebelar Tipo 8)                               | SCA8    | CTG (RNA)    | 16 - 37 | 110 - 250  | ? RNA                                                         |
| SCA12 (Ataxia espinocerebelar Tipo 12)                             | PPP2R2B | CAG (5' UTR) | 7 - 28  | 55 - 78    | efeito na função do promotor                                  |

## Sintomas e sinais
Em 2017, sabia-se que dez distúrbios neurológicos e neuromusculares eram causados por um número aumentado de repetições CAG. Embora essas doenças compartilhem o mesmo códon repetido (CAG) e alguns sintomas, as repetições são encontradas em genes diferentes e não relacionados.  Exceto pela expansão de repetição CAG no UTR 5 de PPP2R2B em SCA12, as repetições CAG expandidas são traduzidas em uma sequência ininterrupta de resíduos de glutamina, formando um trato poliQ, e o acúmulo de proteínas poliQ danifica funções celulares importantes, como o sistema ubiquitina-proteassoma.  Um sintoma comum das doenças poliQ é a degeneração progressiva de células nervosas, geralmente afetando pessoas mais tarde na vida. No entanto, diferentes proteínas contendo poliQ danificam diferentes subconjuntos de neurônios, levando a diferentes sintomas.
As doenças não-poliQ ou distúrbios de repetição de trinucleotídeos não codificantes não compartilham nenhum sintoma específico e são diferentes das doenças PoliQ.  Em algumas destas doenças, como a síndrome do X Frágil, a patologia é causada pela falta da função normal da proteína codificada pelo gene afetado.  Em outros, como a Distrofia Miotônica Tipo 1, a patologia é causada por uma alteração na expressão ou função da proteína mediada por alterações no RNA mensageiro produzido pela expressão do gene afetado.  Em outros ainda, a patologia é causada por conjuntos tóxicos de RNA nos núcleos das células.

## Genética
| Contagem repetida | Classificação       | Estado da doença |
| ----------------- | ------------------- | ---------------- |
| <28               | Normal              | Não afetado      |
| 28–35             | Intermediário       | Não afetado      |
| 36–40             | Penetração reduzida | Pode ser afetado |
| >40               | Penetração total    | Afetado          |

Os distúrbios de repetição de trinucleotídeos geralmente mostram antecipação genética: sua gravidade aumenta a cada geração sucessiva que os herda.  Isto é provavelmente explicado pela adição de repetições CAG no gene afetado à medida que o gene é transmitido de pai para filho.  Por exemplo, a doença de Huntington ocorre quando há mais de 35 repetições CAG no gene que codifica a proteína HTT.  Um pai com 35 repetições seria considerado normal e não apresentaria nenhum sintoma da doença.  No entanto, a descendência desse progenitor teria um risco aumentado de desenvolver Huntington em comparação com a população em geral, uma vez que seria necessária apenas a adição de mais um codão CAG para causar a produção de mHTT (HTT mutante), a proteína responsável pela doença.
A doença de Huntington raramente ocorre espontaneamente; quase sempre é o resultado da herança do gene defeituoso de um dos pais afetados.  No entanto, ocorrem casos esporádicos de Huntington em indivíduos que não têm histórico da doença na família.  Entre esses casos esporádicos, há maior frequência de indivíduos com um dos pais que já apresenta um número significativo de repetições CAG no gene HTT, principalmente aqueles cujas repetições se aproximam do número (36) necessário para a manifestação da doença.  Cada geração sucessiva numa família afectada pela doença de Huntington pode adicionar repetições CAG adicionais e, quanto maior o número de repetições, mais grave é a doença e mais precoce é o seu início.  Como resultado, as famílias que têm Huntington há muitas gerações apresentam uma idade mais precoce de início da doença e uma progressão mais rápida da doença.

### Expansões não trinucleotídicas
A maioria das doenças causadas por expansões de repetições simples de DNA envolvem repetições de trinucleotídeos, mas também são conhecidas expansões de repetições tetra-, penta- e dodecanucleotídeos que causam doenças. Para qualquer doença hereditária específica, apenas uma repetição se expande num gene específico.

## Mecanismo
A expansão tripla é causada por deslizamento durante a replicação do ADN ou durante a síntese de reparo de ADN.  Porque as repetições em tandem têm sequências idênticas entre si, pareamento de bases entre duas fitas de DNA pode ocorrer em vários pontos ao longo da sequência.  Isto pode levar à formação de estruturas de 'fora do loop' durante a replicação do DNA ou a síntese de reparo do DNA.  Isto pode levar à cópia repetida da sequência repetida, expandindo o número de repetições. Mecanismos adicionais envolvendo intermediários híbridos RNA:DNA tem sido propostos.